# Dmitri de Briansk
Dmitri I de Briansk o Dmitri I Starshy (en lituano: Dmitrijus Algirdaitis; 1320 - Batalla del río Vorskla, 12 de agosto de 1399) fue el segundo hijo más mayor de Algirdas, Gran Duque de Lituania, y su primera mujer María de Vítebsk. Fue duque de Briansk desde 1356 hasta 1379 y de 1388 a 1399.
En 1356 Algirdas tomó la región de Briansk, lo que incluía las ciudades de Trubetsk y Starodub, del Principado de Smolensk y se lo otorgó a su hijo Dmitri para que lo gobernara.  El territorio estaba al nordeste del corazón del gran ducado, cerca de la frontera con el Gran Ducado de Moscú. En 1370 Dmitri Donskói, el gran duque de Moscú, intentó conquistar sin éxito el territorio. En 1372, Dmitri fue testigo en el Tratado de Lyubutsk entre Algirdas y Dmitri Donskói.
Tras la muerte de su padre en 1377, Dmitri apoyó a su hermano Andréi de Pólotsk contra su hermanastro más pequeño Jogaila, quien se convirtió en Gran Duque de Lituania. Andréi, creyendo que era el heredero por derecho, organizó una coalición antilituana, que incluía a Pólotsk, Pskov, la Orden Livona y el Gran Ducado de Moscú. Dmitri tuvo un papel más pasivo en la coalición, no llevó a cabo guerra directa contra Lituania ni defendió su dominio cuando fue atacado por Moscú en 1379. Dmitri y su familia acompañaron al ejército ruso a Moscú, donde Dmitri Donskói le otorgó Pereslavl-Zaleski. En 1380 Dmitri encabezó a una bandera rusa en la batalla de Kulikovo contra la Horda de Oro. Las crónicas rusas alaban las habilidades tácticas de él y su hermano.
Tras 1380, Dmitri es mencionado en fuentes escritas solo dos veces. Después de que su hermano Andréi fuera capturado por las tropas de Skirgaila y encarcelado en Polonia, Dmitri se reconcilió con Jogaila, ahora rey de Polonia, en 1388. Regresó a su antiguo señórío de Briansk. Dmitri moriría en 1399 en la batalla del río Vorskla contra la Horda de Oro.
El hijo de Dmitri, Michał Trubetski (Michał Trubecki) es considerado como el ancestro de la familia Trubetskói.